# Blanzy
Blanzy – miejscowość i gmina we Francji, w regionie Burgundia-Franche-Comté, w departamencie Saona i Loara.
Według danych na rok 1990 gminę zamieszkiwały 7642 osoby, a gęstość zaludnienia wynosiła 191 osób/km² (wśród 2044 gmin Burgundii Blanzy plasuje się na 25. miejscu pod względem liczby ludności, natomiast pod względem powierzchni na miejscu 75.).